# Rodica Suțu
Rodica Lucia Suțu (Sutzu, Soutzo) (n. 15 aprilie 1913, Iași, România – d. 8 mai 1979, București, România) a fost o pianistă și compozitoare din România. 
Fiica publicistului Rudolf Suțu și a Elenei Jules Cazaban, a fost absolventă a Conservatorului de Muzică din Iași, descendentă a unei vechi familii franceze împământenite în Moldova, care a dat o seamă de personalități în lumea artistică română, precum actorul Jules Cazaban, scriitorul Alexandru Cazaban, sculptorul Ion Irimescu, compozitoarea Mansi Barberis, regizoarea Sorana Coroamă-Stanca etc. Rodica Suțu a fost stră-strănepoata domnitorului Alexandru Suțu, nepoata profesorului Alexandru Grigore Suțu și mătușa de soră a scriitorului Radu Negrescu-Suțu. A decedat în urma unei îndelungate suferințe la 8.05.1979 în București, fiind înmormântată în cavoul familiei din Cimitirul Bellu din București. A fost căsătorită cu magistratul Radu-Diamandi Demetrescu, fost șef de cabinet al ministrului Mihai Antonescu.   

## Viața
Și-a făcut studiile muzicale la Conservatorul din Iași (1922-1930) cu Sofia Teodoreanu- teorie-solfegii, Aspazia Burada - pian și Gavriil Galinescu - armonie și la Scoala Normală de Muzică din Paris (1931-1935) cu Alfred Cortot, Lazare Lévy, Blanche Bascourret de Guéraldi - pian, Nadia Boulanger - istoria muzicii, Georges Dandelot - armonie. 
Copil supradotat, dă recitaluri de pian încă de la vârsta de doisprezece ani cu George Enescu, Cella Delavrancea, Mircea Bârsan, Mircea Bude, Sandu Albu, Theodor Lupu, Solveig Cazaban, Corneliu Cazaban, Angela Stancu etc., și concertează sub bagheta dirijorilor Ionel Perlea, Alfred Alessandrescu, Theodor Rogalski, Antonin Ciolan, Emanuel Elenescu, Henry Selbing etc. Laureată a premiului de compoziție George Enescu în 1933, Rodica Suțu a desfășurat timp de peste patru decenii o îndelungată activitate interpretativă și didactică în calitate de pianistă-solistă,  maestru de sunet la Radiodifuziunea Română (1937-1955), profesoară de pian la Liceul de Muzică nr. 2 din București (1959-1968), dar și ca compozitoare și conferențiară.  
Experiența pianistică a îndreptat-o cu precădere asupra genului instrumental cameral, interpretând cu vădită originalitate miniaturi, suite, preludii, nocturne, balade, rondouri, sonate, toccate, pavane, valsuri, romanțe etc. A compus muzică de cameră, muzică vocală, muzică de teatru, muzică pentru păpuși, muzică pentru copii, muzică ușoară etc. 
Pe 15 mai 2018, asociația Memorie și Speranță a comemorat-o pe Rodica Suțu în saloanele Uniunii Compozitorilor din București, în prezența a numeroși muzicologi și critici.

## Distincții
- Mențiunea a II-a la Premiul de compoziție George Enescu[1]
- Medalia Muncii (13 octombrie 1953) pentru contribuția sa la „munca de pregătire și desfășurare a celui de-al IV-lea Festival Mondial al Tineretului și Studenților pentru Pace și Prietenie⁠(d)”[2]

## Opera[1]
- Obsession, op. 1 (1933)
- Piesă pentru violoncel și pian, op. 4 (1940)
- Preludiu în mi major, op 4 (1940)
- Preludiu în sol minor, op. 5 (1940)
- Sonata în do major pentru pian, op. 7 (1950)
- Pavană pentru pian, op. 8 (1950)
- Cinci cântece de iubire pe versuri de trubaduri armeni (1953)
- Sonata în do minor pentru pian, op. 9 (1954)
- Trei nocturne pentru pian, op. 10 (1954)
- Perpetuum mobile, op. 11 (1954)
- Studiu pentru pian, op. 12 (1954)
- Rondo, op. 13 (1955)
- Balada în do minor pentru pian, op. 14 (1954)
- Gazel, op. 15 (1957)
- Trei miniaturi vocale pe versuri de Otimia Cazimir, op. 16 (1957)
- În întuneric, op. 17 (1957)
- Ofrandă, op. 19 (1957)
- Rugăciune, op. 20 (1958)
- Vârtelnița, op. 21 (1958)
- Divertisment vocal-coreografic, op. 22 (1959)
- Toccata pentru pian, op. 23 (1960)
- Suită pentru pian, op. 25 (1960)
- Vals pentru voce și pian, op. 24 (1961)
- Valsul primăverii (1961)
- Cinci miniaturi pentru pian, op. 27 (1961)
- Valul păpușii (1963)
- Preludiu pentru oboi și pian, op. 28 (1961)
- Ai să-nțelegi (1965)
- Vino, iubire! (1965)
- Album pentru copii, op. 29 (1966)
- Îmi sunt ochii plini de soare (1966)
- Lasă-mi măcar amintirea (1968)
- O zi și înc-o zi (1968)